# 丹尼·加比顿
丹尼·加比顿（1979年8月8日—），出生於威爾斯昆布蘭（Cwmbran），是一名威爾士職業職業足球員，司職中堅。

## 職業生涯

### 西布朗
加比頓在西布朗開始他的球員生涯，在1996年11月加入成為學徒，後來在1998年7月成為職業球員。在1999年3月20日於英格蘭比賽首度亮相，主場以1-0擊退葉士域治，司職右後衛，共代表上陣27次。在麥格森在1999/2000年季末上任成為新領隊，加比頓因此喪失正選位置。領隊加里·麥格森改變陣式為5-3-2陣式，並在2000/2001年開賽前簽下尼圖成為右後衛取代加比頓。他因而被外借至卡迪夫城一個月。

### 卡迪夫城
加比頓在2000年9月以50萬英鎊轉會至卡迪夫城，並簽下四年合約。在2001/02年賽季協助球隊在乙組〈第三級〉排名第四，並參加升級附加賽，並在2002年3月首次為國家隊上陣及在2002年10月贏得威爾斯年度球員獎。在2002年4月，加比頓簽下一份新合約。在2002年11月對班士利比賽，造成背部傷患，使他在未來數年一直受傷患所困及後在2003年4月復出並於預備組比賽。在2003年5月復出，並在升級附加賽上陣，幫助球隊升上甲組〈第二級〉。但後來受腳跟傷患困擾，錯過在2003/04年賽季季初的比賽。加比頓隨後的出色表現，在2004年4月贏得了在甲組聯賽列為最佳十一人之一。
2004年新賽季，甲組聯賽更名為冠軍聯賽。而卡迪夫城在2004/05年賽季初曾陷入降級邊緣。幸好在2005年1月，卡迪夫城憑多場不敗，並取得重要分數，而加比頓奪得冠軍聯賽1月最佳球員。卡迪夫城面臨財政問題，加比頓在2005年7月被售往韋斯咸以幫助球隊減輕球隊的支薪負擔。

### 韋斯咸
加比頓在2005年7月轉會至韋斯咸，與科林斯一同轉會。在2005年10月，贏得了威爾斯年度球員。在球隊中，與费迪南德夥拍為中堅組合及協助韋斯咸在2005/06年賽季排名於中游成績及進入2006年5月的英格蘭足總盃決賽，獲得亞軍獎牌。在2005/06年賽季，加比頓憑出色表現奪得了韋斯咸年度球員獎。
在2006/07年賽季，韋斯咸陷入降級地帶。但加比頓在11月受到腿筋傷患影響而缺陣一個月。及後在2007年1月及4月份由於鼠蹊受傷需要進行手術，不能上陣比賽。在這季幾乎不能上陣，由同鄉占士·哥連斯取代其位置。
韋斯咸在2007/08年賽季開季時，以费迪南德夥拍厄遜為中堅，而加比頓則為後備。在2007年8月簽下一張兩年合約。他一直養傷至2009年8月在英格蘭聯賽盃對米禾爾才告復出。
加比頓是多名利用社交網站Twitter與球迷交流的英超球員之一，2011年4月16日主場1-2負於阿士東維拉後韋斯咸深陷降班危機，他賽後的留言遭英格蘭足球總會起訴，於5月10日被判罰6,000英鎊及警告須留意以後的言行。球季結束後，隨著韋斯咸降班英冠，加比頓被球隊棄用。

### 昆士柏流浪
加比頓隨同新升英超的昆士柏流浪參加季前訓練及熱身賽，於2011年7月25日獲提供一紙一年合約，與舊隊友在新球隊再度合作，但於季後約滿不獲續約離隊。

### 水晶宮
2012年9月19日加比頓以自由身加盟英冠球會水晶宮。

## 國際賽生涯
加比頓代表威爾斯U2117次上陣。在2001年10月，出人意外地獲威爾斯主隊召入在世界盃外圍賽對白俄羅斯的比賽陣容內。在2002年月，對阿根廷的友誼賽上被列入後備，但沒有派上球場。，最終在對捷克比賽苜次亮相，迫和0-0。
加比頓在2005年11月對塞浦路斯比賽，取代受傷的傑斯成為隊長，並以1-0擊敗對手。及在2007年8月取代比拿美對保加利亞成為隊長，同樣以1-0擊敗對手。
2010年10月4日加比頓宣佈由於受到長期傷患影響決定而退出國家隊，當上任國家隊領隊後，隨即要求加比頓考慮復出，他於2011年1月31日再度入選國家隊參賽路迪盃，並於5月27日2-0擊敗北愛爾蘭以正選身份上陣。

## 外部連結
- 足球数据库：丹尼·加比顿的球员统计数据
- ESPNsoccernet biography（页面存档备份，存于）。
- 4thegame.comArchive.today的存檔，存档日期2008-06-10